# All We Know
Singles de Paramore
Emergency Misery Business
Pistes de All We Know Is Falling
Pressure
All We Know est une chanson de Paramore, c'est le 3e single extrait de l'album All We Know Is Falling, sorti le 16 décembre 2006 au Royaume-Uni et le 26 février 2007 aux États-Unis.
Le clip a été tourné durant l'été 2005, et représente des passages de la tournée du Warped Tour.
Les paroles parlent de Jeremy Davis, qui a quitté le groupe juste avant l'été 2005 alors que le groupe venait de signer avec le label Fueled By Ramen.
« Cette chanson a pour sujet le départ de Jeremy, et sur le fait qu'on n'arrivait pas à comprendre cela. Ca nous paraissait irréel. Alors c'est comme une lettre adressée à lui pour lui dire "Je ne t'oublierai pas" ».